# Christian Kolonovits

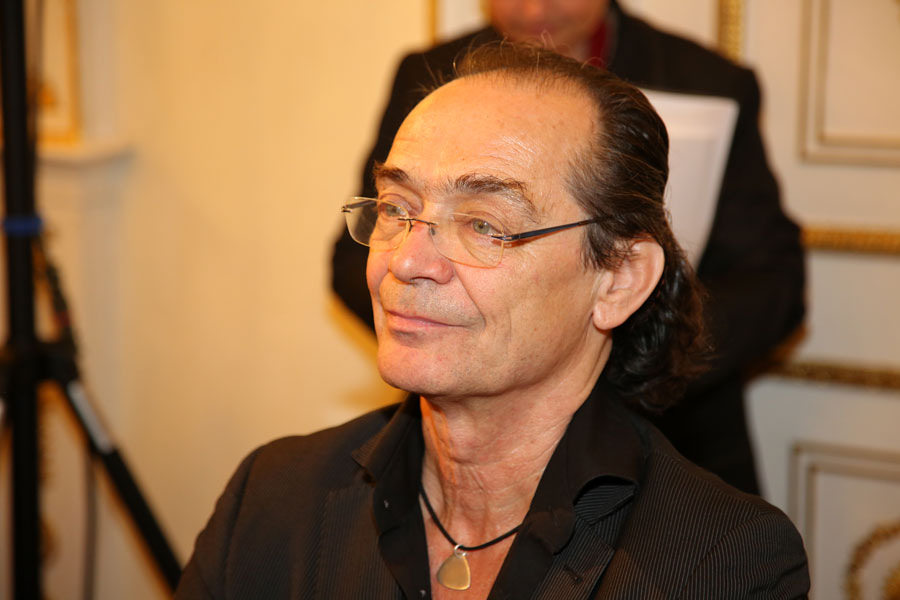
Christian Kolonovits (Wien 2014)

Christian Kolonovits (* 25. Februar 1952 in Rechnitz, Burgenland) ist ein österreichischer Komponist, Dirigent und Musikproduzent.

## Leben
Kolonovits wuchs als Sohn einer aus Köszeg stammenden Ungarin und eines als Elektriker tätigen Kroaten in Rechnitz im südlichen Burgenland auf. Von seinen musikalischen Eltern bereits früh stark beeinflusst, lernte er ab seinem fünften Lebensjahr Klavier und Akkordeon. Seinen Vater, der privat gerne Stücke aus Opern und Operetten sang, begleitete er am Klavier. Auch die vielfältigen musikalischen Einflüsse der Volksmusik im Burgenland beeinflussten ihn sehr. Nach dem Besuch des Gymnasiums der Schulbrüder in Wien-Strebersdorf studierte er an der Wiener Musikhochschule Klavier, Cello, Dirigieren und Komposition. Schon während des Studiums arbeitete er als Studiomusiker, Barpianist, Klavierlehrer und spielte in diversen Gruppen.
Im Jahr 1972 wurde Kolonovits Klavierspieler in der Band Milestones und machte sich bald in der österreichischen Musikszene einen Namen als Komponist und Arrangeur.
Im Jahr 1974 komponierte Kolonovits für Waterloo & Robinson den Hit Hollywood. Fortan arbeitete er für die Schmetterlinge, Wolfgang Ambros, Georg Danzer, Peter Cornelius, Rainhard Fendrich, Stephan Remmler, Ludwig Hirsch, STS, Maria Bill, Stefanie Werger, EAV, Tony Wegas, Franz Morak, Manuel Ortega, Andreas Gabalier, Alexandra Caró. 1974 arbeitete er in Deutschland auch in der Hitfabrik (Boney M., Eruption) des Musikproduzenten Frank Farian, daneben aber auch für die Oberkrainer, Supermax und Costa Cordalis.
Im Jahr 1976 entstand seine erste Solo-LP Life Is Just a Carnival. 1979 komponierte er seine erste Filmmusik. International bekannt wurde Kolonovits durch seine Zusammenarbeit mit den Wiener Symphonikern: Ab 1986 entstanden Interpretationen von Popnummern im Klassik-Sound im Rahmen des VSOP – Vienna Symphonic Orchestra Project. Zweimal, 1977 und 1993, dirigierte Christian Kolonovits das Orchester für den österreichischen Beitrag beim Grand Prix Eurovision de la Chanson.
Im Jahr 2000 dirigierte er die Berliner Philharmoniker auf der Expo 2000 im Zusammenspiel mit den Scorpions und erstellte auch die Arrangements für die Alben Moment of Glory und Acoustica. Im Jahr 2003 hatte Kolonovits die künstlerische Gesamtleitung der Linzer Klangwolke.
Im Jahr 2009 wurde seine Pop-Oper für Kinder und Erwachsene Antonia und der Reißteufel an der Wiener Volksoper uraufgeführt.
Im Oktober 2013 erschien das Album Meraviglioso von José Carreras, für das Kolonovits als Produzent, Dirigent und Arrangeur verantwortlich zeichnete.
Im Sommer 2014 wurde die Oper El Juez nach ihrer Uraufführung mit José Carreras in Bilbao bei den Tiroler Festspielen im Festspielhaus Erl gegeben.
Anfang 2016 hatte das Musical Der Kongress tanzt an der Wiener Volksoper Premiere. Christian Kolonovits schrieb die Orchesterarrangements zur Musik von Werner Richard Heymann und er dirigierte das Orchester der Volksoper.
Im Juni 2017 wurde die BaRock-Oper Vivaldi – die fünfte Jahreszeit an der Wiener Volksoper uraufgeführt, das Bühnenstück erhielt am 18. September 2017 beim Deutschen Musical Theater Preis 2017 in Berlin drei Auszeichnungen und wurde für den Österreichischen Musiktheaterpreis 2018 in der Kategorie Beste Gesamtproduktion Musical nominiert.
Im Jahr 2020 führte Kolonovits im Rahmen von Red Bull Symphonic gemeinsam mit den Drum and Bass Künstlern Camo & Krooked und dem Max Steiner Orchestra eine Musikshow auf. Hierbei wurden bekannte Stücke von Camo & Krooked gemeinsam mit Klassischen Elementen verbunden.
Im Februar 2022 leitete er das Max Steiner Orchester für das Projekt Red Bull Symphonic Seiler & Speer am Wiener Konzerthaus mit dabei der Geigerin Lidia Baich sowie der Sängerin Juliette Khalil. Das Konzert wurde auf ServusTV übertragen, eine Aufnahme erschien bei Preiser Records.
2022 wurde er zum Mitglied des ORF-Stiftungsrats bestellt.
Am 3. Juli 2022 dirigierte Kolonovits ein Konzert von Rainhard Fendrich mit großem Orchester der Philharmonie Salzburg und fast 100 Mitwirkenden.

## Privates
Kolonovits war der Trauzeuge des Bassisten Kurt Hauenstein (* 1949, † 2011).
Er ist mit der Modedesignerin Brigitte Just verheiratet. Seit Jahrzehnten besitzt er ein Haus in Eschenau.

## Diskografie

### Alben
| Jahr | Titel              | Höchstplatzierung, Gesamtwochen, AuszeichnungChartsChartplatzierungen (Jahr, Titel, Platzierungen, Wochen, Auszeichnungen, Anmerkungen) | Anmerkungen                                        |
| Jahr | Titel              | AT | Anmerkungen                                        |
| ---- | ------------------ | --- | -------------------------------------------------- |
| 1993 | Rosegger           | AT18 (8 Wo.)AT | mit S.T.S.                                         |
| 2020 | Red Bull Symphonic | AT31 (4 Wo.)AT | mit Camo & Krooked und dem Max Steiner Orchestra   |
| 2022 | Red Bull Symphonic | AT2 (40 Wo.)AT | mit Seiler und Speer und dem Max Steiner Orchestra |

### Autorenbeteiligungen und Produktionen
| Jahr | Titel Interpretation                                     | Höchstplatzierung, Gesamtwochen, AuszeichnungChartplatzierungen (Jahr, Titel, Interpretation, Platzierungen, Wochen, Auszeichnungen, Anmerkungen) | Höchstplatzierung, Gesamtwochen, AuszeichnungChartplatzierungen (Jahr, Titel, Interpretation, Platzierungen, Wochen, Auszeichnungen, Anmerkungen) | Höchstplatzierung, Gesamtwochen, AuszeichnungChartplatzierungen (Jahr, Titel, Interpretation, Platzierungen, Wochen, Auszeichnungen, Anmerkungen) | Anmerkungen |
| Jahr | Titel Interpretation                                     | DE | AT | CH | Anmerkungen |
| ---- | -------------------------------------------------------- | --- | --- | --- | ----------- |
| 1974 | Hollywood Waterloo & Robinson                            | — | AT1 (16 Wo.)AT | CH3 (13 Wo.)CH |             |
| 1974 | Das war Hollywood von gestern Waterloo & Robinson        | DE26 (16 Wo.)DE | — | — |             |
| 1976 | Hoit, do is a spoit Wolfgang Ambros                      | — | AT13 (8 Wo.)AT | — |             |
| 1981 | Johnny Loves Jenny Chilly                                | DE18 (17 Wo.)DE | — | — |             |
| 1981 | Strada del Sole Rainhard Fendrich                        | DE24 (14 Wo.)DE | AT1 (20 Wo.)AT | — |             |
| 1982 | Schickeria Rainhard Fendrich                             | DE47 (8 Wo.)DE | AT1 (16 Wo.)AT | — |             |
| 1982 | Razzia Rainhard Fendrich                                 | — | AT9 (8 Wo.)AT | — |             |
| 1982 | Secret Lies Chilly                                       | DE64 (2 Wo.)DE | — | — |             |
| 1982 | Oben ohne Rainhard Fendrich                              | DE24 (14 Wo.)DE | AT1 (14 Wo.)AT | — |             |
| 1982 | Es lebe der Sport Rainhard Fendrich                      | DE54 (6 Wo.)DE | AT7 (8 Wo.)AT | — |             |
| 1983 | Gel’, du magst mi Ludwig Hirsch                          | — | AT1 (14 Wo.)AT | — |             |
| 1984 | I mecht landen Maria Bill                                | — | AT8 (8 Wo.)AT | — |             |
| 1984 | Ich bin ein Negerant Madam Rainhard Fendrich             | — | AT10 (8 Wo.)AT | — |             |
| 1984 | Weus’d a Herz hast wia a Bergwerk Rainhard Fendrich      | — | AT3 (16 Wo.)AT | — |             |
| 1984 | Sog, es wird später Stefanie Werger                      | — | AT11 (10 Wo.)AT | — |             |
| 1985 | Tante Marie Ludwig Hirsch                                | — | AT30 (2 Wo.)AT | — |             |
| 1985 | Haben Sie Wien schon bei Nacht geseh’n Rainhard Fendrich | — | AT19 (8 Wo.)AT | — |             |
| 1987 | Tränen trocknen schnell Rainhard Fendrich                | — | AT15 (8 Wo.)AT | — |             |
| 1988 | Der Wind Rainhard Fendrich                               | — | AT24 (6 Wo.)AT | — |             |
| 1993 | Maria Magdalena Tony Wegas                               | — | AT26 (3 Wo.)AT | — |             |
| 2000 | Moment of Glory Scorpions & Berliner Philharmoniker      | DE67 (9 Wo.)DE | — | — |             |

## Filmografie (Auswahl)
- 2023: Am Ende wird alles sichtbar

## Auszeichnungen
- 2005: Goldenes Verdienstzeichen des Landes Wien[14]
- 2013: Goldenes Ehrenzeichen für Verdienste um die Republik Österreich[15]
- 2017: Ehrenbürger der Gemeinde Rechnitz[16]
- 2017: Deutscher Musical Theater Preis der Deutschen Musical Akademie in den Kategorien „Beste Musik“ und „Bestes Arrangement“ für „Vivaldi - Die fünfte Jahreszeit“ an der Volksoper Wien.
- 2018: Romyverleihung 2018 – Akademiepreis Platin-Romy für das Lebenswerk[17]
- 2018: Gläsener Rathausmann der Stadt Wien[18][19]
- 2022: Ehrenbürger von Eschenau